# Шмайссер, Хуго
Хуго Шмайссер (нем. Hugo Schmeisser; 24 сентября 1884 года, Йена — 12 сентября 1953 года, Эрфурт) — немецкий конструктор стрелкового оружия, руководитель фирм по производству огнестрельного и пневматического оружия. Член НСДАП с 1933 года.

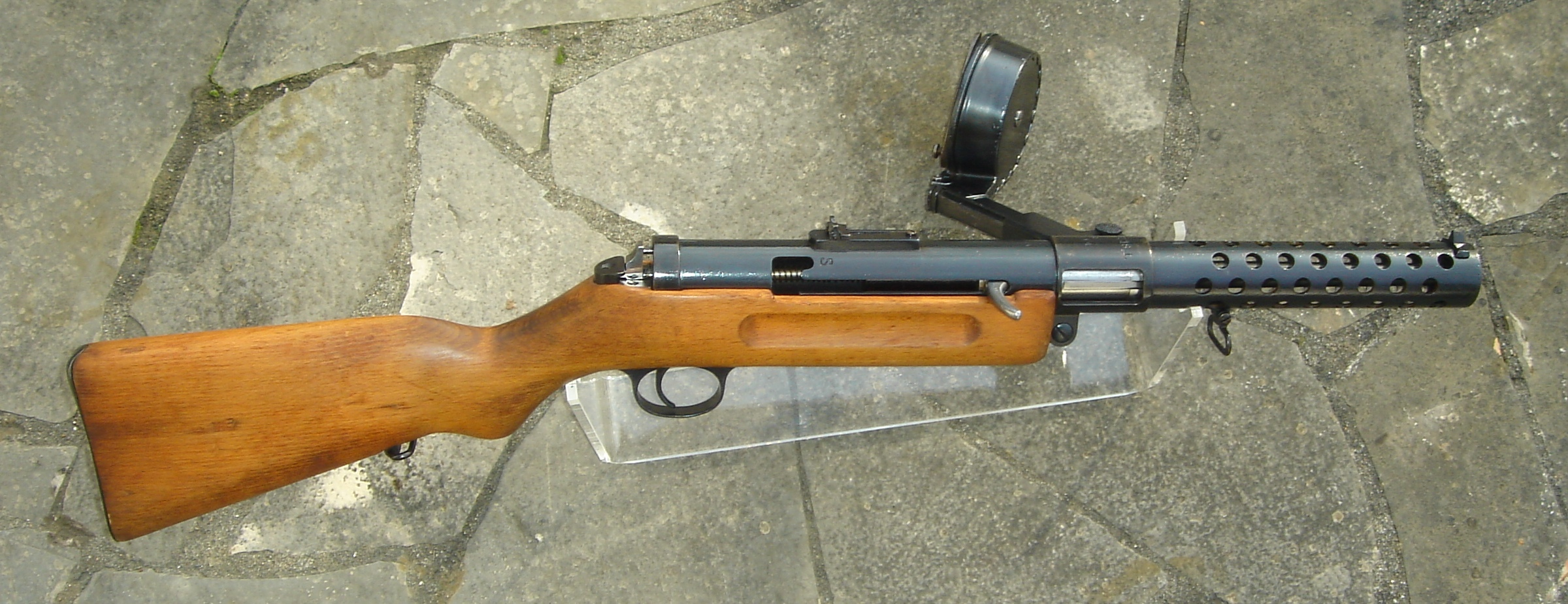
MP-18 с магазином барабанного типа

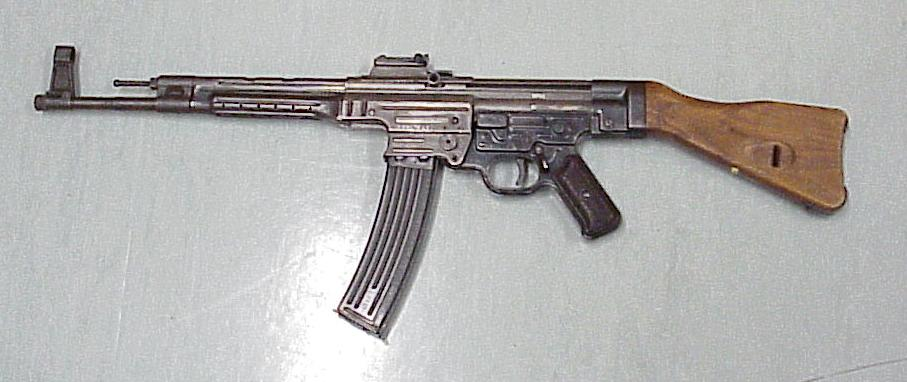
Штурмовая винтовка (автомат) StG-44

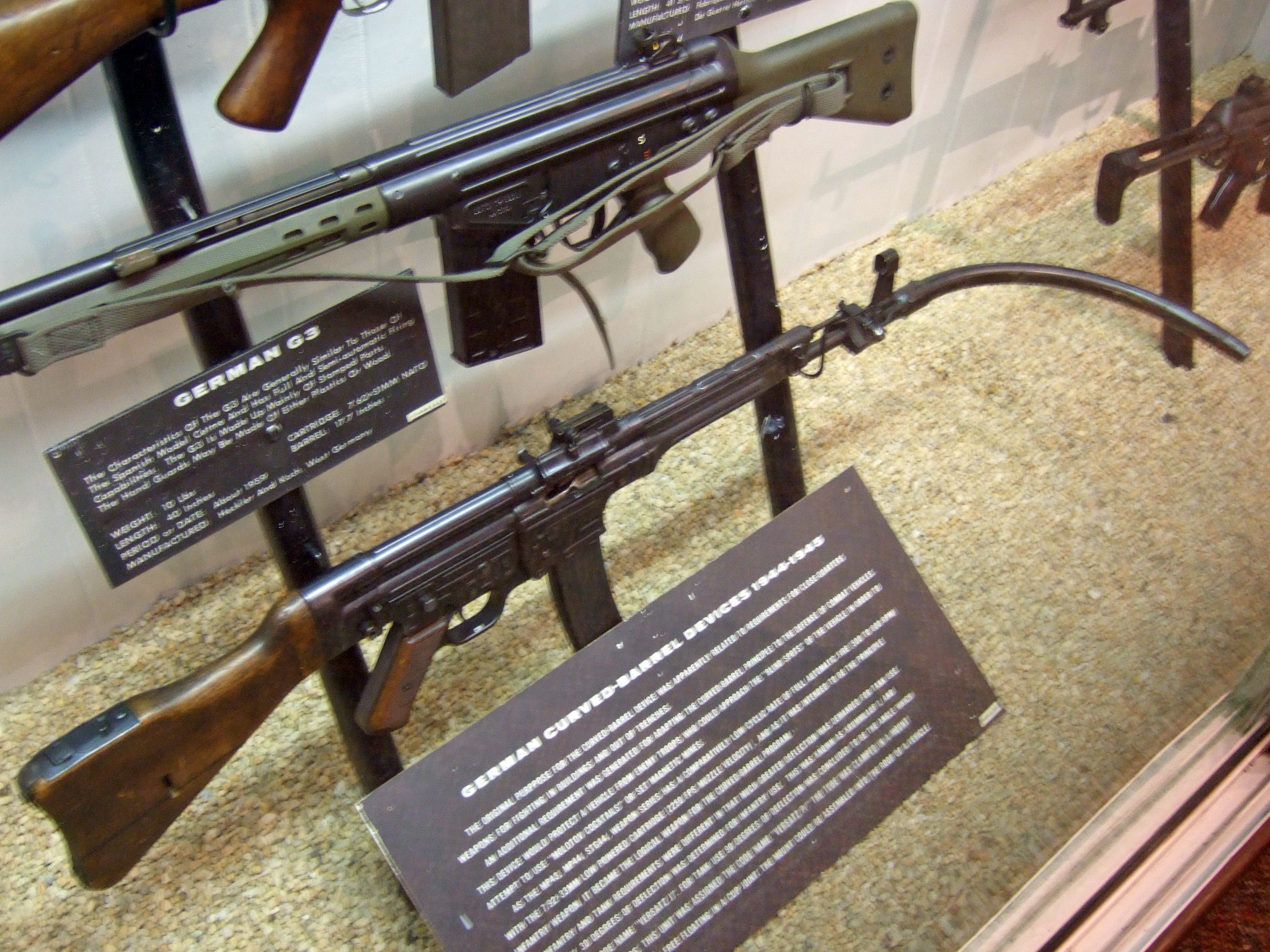
Приспособление Krummlauf («Согнутый ствол») для StG 44 при стрельбе из-за укрытий (1944)

## Биография
Жизнь Хуго Шмайссера связана с немецким «городом оружия» Зуль. Его отец Луис Шмайссер также был одним из самых известных конструкторов оружия Европы. Ещё до Первой мировой войны он занимался конструированием и производством пулемётов в фирме Теодора Бергмана. В этой фирме Хуго Шмайссер приобрёл практический опыт и сделал первые шаги, как оружейный конструктор. Во время Первой мировой войны Хуго уже работал в Зуле над производством пулемётов.
Во время Первой мировой войны после первых двух лет боевых действий Западный фронт застыл в позиционном равновесии. Артиллерийский огонь и штыковые атаки вели к огромным потерям противоборствующих сторон. В 1917—1918 годах Хуго Шмайссер разработал автоматическое оружие, позволяющее вести автоматический огонь на расстояние до 200 метров, им стал пистолет-пулемёт MP-18, он был основным вооружением боевых групп, которые прорвали фронт в марте 1918 («наступательная операция Михаэль»). Всего фирма «Бергман» изготовила 35 тыс. штук MP-18.
По условиям Версальского договора от 28 июня 1919 года немецким оружейным фирмам было запрещено производить автоматическое оружие. 30-летнее сотрудничество между семьёй Шмайссер и фирмой «Бергман» было прекращено.
Хуго Шмайссер вынужден ориентироваться заново. Вместе с братом Хансом Шмайссером в 1919 году он основал «Industriewerk Auhammer Koch und Co» в Зуле. В Германии после Первой мировой войны это предприятие плохо работало с самого начала. Несмотря на запрет, Хуго Шмайссер продолжает работы над пистолетом-пулемётом. В 1919 году состоялся первый контакт с фирмой «C. G. Haenel», что положило начало для 20-летнего сотрудничества. Для защиты патентов летом 1922 года Хуго Шмайссер основал вторую фирму под именем «Братья Шмайссер» (нем. Gebrüder Schmeisser) в Зуле. Этот ход должен был препятствовать потере патентов в случае банкротства фирмы «Industriewerk Auhammer Koch und Co». Так как фирма «C. G. Haenel» находилась в затруднительном положении, братья Шмайссер весной 1925 года стали деловыми партнёрами «Хенель» и совладельцами, имея по 1/6 доли в компании. Вопреки положениям Версальского договора, построение и исследование пистолетов-пулемётов в Германии активно продолжалось. В 1928 году Хуго Шмайссер разработал MP28. Магазин MP28 имел 32 патрона и подсоединялся сбоку. Это оружие после 1928 года стало поступать на вооружение немецкой полиции, и применялось обеими сторонами во время гражданской войны в Испании.
Чтобы участвовать в ожидаемых военных заказах после прихода к власти в Германии Адольфа Гитлера, в 1934 году предприятия «Цейн зулер» Зуля и «Целла-Мелиссер» объединились под названием «Объединённые оружейные фабрики Зуль-Целла-Мелиссер». Это объединение непосредственно контактировало со служебными инстанциями военной администрации Третьего рейха. Сверх того, «Объединённые оружейные фабрики Зуль-Целла-Мелиссер» открыло свой офис в Берлине. При этом Хуго Шмайссер познакомился, и вероятно, подружился с известным лётчиком Эрнстом Удетом (нем. Ernst Udet; 1896—1941), что оказалось очень важным в течение последующих лет, так как Удет был заместителем Германа Геринга в руководстве военной авиации. После 1935 года фирма «Хенель» быстро выросла за счёт производства оружия. Помимо своих официальных зарплат, братья Шмайссеры получали также долю в прибыли и отчисления за использование патентов.
В 1938 году под руководством Хуго Шмайссера на фирме «Хенель» началась разработка автоматического оружия под промежуточный патрон 7,92x33 Kurz под опытным названием MKb.42(H) . После ряда существенных доработок это оружие было принято на вооружение и запущено в мелкосерийное производство в 1942 году, затем производилось под названием МП-43 в 1943 году, и наконец — было запущено в массовое производство под маркой Sturmgewehr 44 в 1944 году.
3 апреля 1945 года высадившиеся в Европе американские войска заняли город Зуль. Хуго Шмайссер и брат Ханс были взяты под арест, где они неделями допрашивались американскими оружейными экспертами и представителями британских спецслужб. В конце июня 1945 года американские войска ушли из Тюрингии, и после взятия Красной армией города Зуль под свой контроль, в июле 1945 года на фирме «Хенель» началось гражданское производство.

## Работа в СССР
В октябре 1945 года Хуго Шмайссер в принудительном порядке был вывезен в СССР. Шмайссер с большой группой вывезенных немецких конструкторов был отправлен в Ижевск — один из центров советской оружейной индустрии. Группа работала в оружейном КБ завода «Ижмаш». Немецкие специалисты прибыли в Ижевск в конце октября 1946 года. Кроме Шмайссера, в СССР были привезены известные немецкие оружейники — Виктор Барницке (нем. Viktor Barnitzke, главный конструктор оружейной фирмы «Густлофф-Верке»), Оскар Шинк (нем. Oscar Schink, заместитель Барницке в фирме «Густлофф-Верке»), Вернер Грюнер (нем. Werner Grüner, специалист по обработке листового металла фирмы «Metall- und Lackwarenfabrik Johannes Großfuß», известный как один из основных разработчиков массового производства пулемётов MG 42) и многие другие.

## Конец жизни
Летом 1952 года Хуго Шмайссер со своей группой вернулся в Германию (ГДР). Умер 12 сентября 1953 года после операции на лёгких в городской больнице Эрфурта и был похоронен в Зуле. В 2002 году, к 50-й годовщине смерти конструктора, был организован вечер его памяти.